# Lugoshely

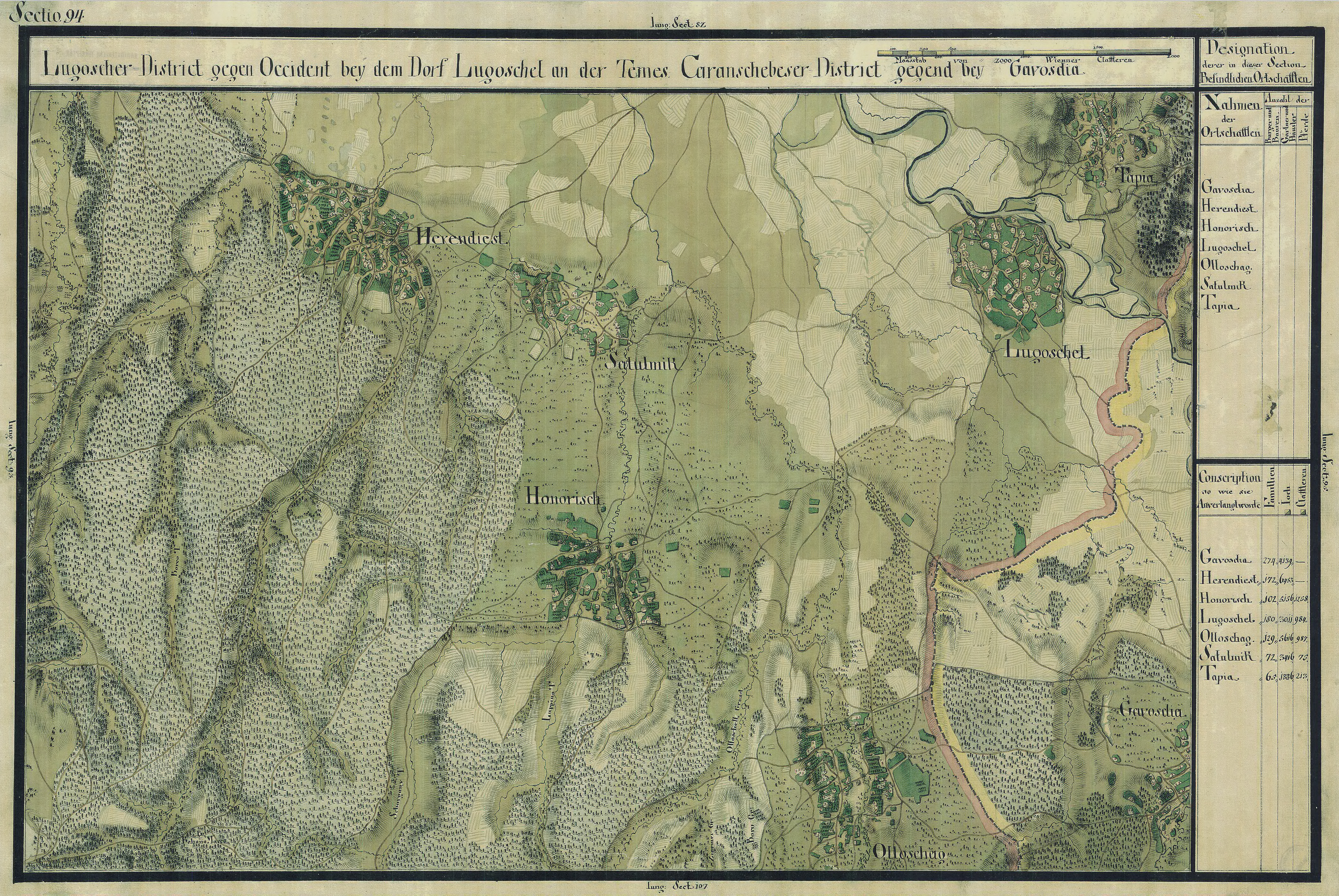
Lugoshely egy régi térképen

Lugoshely románul: Lugojel, falu Romániában, a Bánságban, Temes megyében.

## Fekvése
Lugostól délkeletre, a Temes bal partja mellett fekvő település.

## Története
Lugoshely, Lugas nevét 1631-ben említette először oklevél O Lugas, Olugas néven, mint I. Rákóczi György birtokát. 1690-1700 között Marsigli térképén Lugosel, 1717-ben Lugoschel, 1808-ban Lugoshely, Lugosel, 1913-ban Lugoshely néven volt említve.
1851-ben Fényes Elek írta a településről: „Lugoshely, oláh falu, Krassó vármegyében, Lugoshoz 1/2 mérföldnyire, térségen: 7 katholikus, 969 óhitű lakossal, s igen termékeny szántóföldekkel, óhitű anyatemplommal, szép urasági legelővel. Földesura a kamara.”
A trianoni békeszerződés előtt Krassó-Szörény vármegye Temesi járásához tartozott.
1910-ben 1416 lakosából 1295 román, 75 magyar, 39 német volt. Ebből 1302 görög keleti ortodox, 101 római katolikus  volt.